# Уварова, Ирина Борисовна
Ирина Борисовна Уварова (р. 13 апреля 1947 года) — советская певица, педагог. Вдова известного поэта-песенника Александра Жигарева. С 1995 года работает в Московском драматическом театре «Бенефис».

## Семья
Муж — Александр Жигарев (1938—1987) — поэт-песенник, журналист, переводчик.

## Биография
Родилась в музыкальной семье. Отец Ирины был известным музыкантом, играл на рояле и аккордеоне, работал аккомпаниатором у Людмилы Зыкиной.
Окончила музыкальную школу по классу фортепиано, затем музыкальный факультет педагогического института. Работала концертмейстером в «Москонцерте», затем стала солисткой в знаменитом ВИА «Голубые гитары» — пела народные песни, зарубежные хиты, песни советских композиторов.
Впоследствии стала выступать самостоятельно, как эстрадная певица. Тридцать лет проработала в «Москонцерте». Участвовала в различных конкурсах, была лауреатом международного конкурса в Зелёной Гуре (Польша), дипломантом конкурса артистов эстрады в Ленинграде. В качестве певицы и драматической актрисы принимала участие в концертных программах эстрадного дуэта актёров Вадима Тонкова и Бориса Владимирова (Вероника Маврикиевна и Авдотья Никитична). Совместно с Лионом Измайловым провела несколько выпусков передачи «Утренняя почта».
Исполняла песни Романа Майорова, Вячеслава Добрынина, Давида Тухманова, Сергея Березина, Альберта Арутюнова и других композиторов. Особой популярностью в 1980-е годы пользовался дуэт Уваровой и Николая Караченцова «Что тебе подарить?».
В 1990-е годы певице пришлось прекратить концертную деятельность и уйти с эстрады, перейдя на работу музыкальным руководителем в Московском драматическом театре «Бенефис».

## Работы в МДТ «Бенефис»
- 2000—2001 — «Сватовство по-московски» (Первое) — авторы Геннадий Гладков и Юлий Ким (по произведениям А. Н. Островского)
- 2002 — «Сватовство по-московски» (Первое) — авторы Геннадий Гладков и Юлий Ким (по произведениям А. Н. Островского)
- 2004 — «Ура, король!» — авторы Евгений Шварц, Геннадий Гладков и Юлий Ким
- 2005 — «Убийство по-французски» — (по мотивам комедии Марселя Ашара «Дура», перевод С. Володиной)
- 2006 — «Любовь. Фантазии. Инопланетяне…» (пьеса А.Соколовой)
- 2007 — «История С…» — (по трагикомедии Александра Вампилова «История с метранпажем»)
- 2008 — «Ангел» — (по трагикомедии Александра Вампилова «Двадцать минут с ангелом»)
- 2009 — «Невеста» — (по рассказам А. П. Чехова)
- 2010 — «Прикосновение» (Р. Ибрагимбеков)
- 2011 — «Легкомысленная комедия» — (по пьесе Оскара Уайльда «Как важно быть серьёзным»)[1]

## Дискография
- 1987 год — Ирина Уварова и Николай Караченцов «Что тебе подарить?» (винил)[5]
- 1988 год — Ирина Уварова «Я к птицам ближе всех» (винил)[6]

## Избранные песни
- «Что тебе подарить?» (музыка Романа Майорова, слова Сергея Алиханова и Александра Жигарева) дуэт с Николаем Караченцовым
- «Вот какая любовь» (музыка Романа Майорова, слова Михаила Рябинина) дуэт с Николаем Караченцовым
- «Знакомый взгляд» (музыка Романа Майорова, слова Якова Гальперина) дуэт с Николаем Караченцовым
- «Мы в садовников играли» (музыка Сергея Березина, слова Ларисы Рубальской) дуэт с Николаем Караченцовым
- «От добра — добра не ищут!» (музыка Альберта Арутюнова, слова Анны Саед-Шах) дуэт с Николаем Караченцовым
- «Уходит любовь» (музыка Вячеслава Добрынина, слова Александра Жигарева)
- «Вы танцуете прекрасно» (музыка Давида Тухманова, слова Михаила Рябинина)
- «Чучело» (музыка Романа Майорова, слова Якова Козловского)
- «Два солнца» (музыка Александра Зубкова, слова Бориса Ческиса)
- «Я жду» (музыка Романа Майорова, слова Виктор Гин)
- «Я тебя помню» (музыка Ильи Словесника, слова Игоря Шаферана)